# 田中善内
田中 善内（たなか ぜんない、1892年（明治25年）3月14日 - 1972年（昭和47年）5月17日）は、大正から昭和期の農業経営者、政治家。衆議院議員、佐賀県小城郡芦刈村長。

## 経歴
佐賀県小城郡芦刈村大字下古賀（芦刈町を経て現小城市芦刈町下古賀）で、田中慶蔵の孫として生まれる。1912年（明治45年）東京農業大学高等科を卒業。19120年（大正元年）家督を相続し農業を営む。
政界では、芦刈村収入役、同村長、同村会議員、佐賀県会議員、同副議長を務めた。1946年（昭和21年）4月、第22回衆議院議員総選挙で佐賀県全県区から日本自由党所属で出馬し当選し、衆議院議員に1期在任した。
その他、芦刈村農会長、小城郡水産会長、佐賀県水産業会長、芦刈村漁業協同組合長、佐賀県信用漁業協同組合連合会長、同県有明海漁業協同組合連合会長などを務め、水産業の振興に尽力した。

## 親族
- 母 田中ユイ（祖父慶蔵長女）[4]